# Android App Bundle
Android App Bundleは、Google Playで使用されているAndroid用アプリケーションソフトウェアのストア公開フォーマットである。略称はaabまたはAAB。

## 概要
従来より、Androidでは「APK」がアプリケーションのインストールパッケージ（インストーラー）および各種アプリストアでの公開フォーマットを兼ねるものとして利用されてきた。ユーザーがダウンロードする必要のあるAPKファイルのサイズを削減するために、Google Playストアへの新しいアップロードフォーマットとして、2018年5月のGoogle I/OでAndroid App Bundle (AAB) が発表された。その後、Google Playに登録されている多数のアプリでAABの採用が進んだが、2021年8月からはAABが標準フォーマットとなり、新規に登録されるアプリはAAB形式での公開が必須となった。
主な変更点として、Dynamic Delivery への対応が挙げられる。Google Play の Dynamic Delivery は Android App Bundle を使用して、各デバイス設定に合わせて最適化された APK をビルドして配信する機能で、必要なファイルのみをインストールできるようになるため、効率の良いダウンロードが可能となる。
Android App Bundle は、Android Studio 3.2 以降、Unity 2018.3 および 2017.4.17、Cocos Creator 2.0.9 以降で使用できる。